# Dyscia negrama
Dyscia negrama là một loài bướm đêm trong họ Geometridae.